# Welterbe in Mosambik

Zum Welterbe in Mosambik gehören (Stand 2025) zwei UNESCO-Welterbestätten, eine Stätte des Weltkulturerbes und eine des Weltnaturerbes. Mosambik hat die Welterbekonvention 1982 ratifiziert, die letzte Welterbestätte wurde 2025 in die Welterbeliste aufgenommen.

## Welterbestätten
Die folgende Tabelle listet die UNESCO-Welterbestätten in Mosambik in chronologischer Reihenfolge nach dem Jahr ihrer Aufnahme in die Welterbeliste (K – Kulturerbe, N – Naturerbe, K/N – gemischt, (G) – auf der Liste des gefährdeten Welterbes).
| Bild                                            | Bezeichnung                                     | Jahr | Typ | Ref. | Beschreibung |
| ----------------------------------------------- | ----------------------------------------------- | ---- | --- | ---- | --- |
| (weitere Bilder)                                | Mosambikinsel (Lage)                            | 1991 | K   | 599  | Historische Stadt und Insel Erfüllte Kriterien für Weltkulturerbe: iv., vi. |
| iSimangaliso Wetland Park – Nationalpark Maputo | iSimangaliso Wetland Park – Nationalpark Maputo | 2025 | N   | 914  | Transnationale Erweiterung der 1999 eingeschriebenen südafrikanischen Welterbestätte iSimangaliso-Wetland-Park um den Maputo Nationalpark in Mosambik. Umfasst Gebiete an der Küste Mosambiks und verschiedenste Lebensräume an Land und im Wasser, die Lebensraum für 5000 Tier- und Pflanzenarten bieten. Erfüllte Kriterien für Weltnaturerbe: vii., ix., x. |

## Tentativliste
In der Tentativliste sind die Stätten eingetragen, die für eine Nominierung zur Aufnahme in die Welterbeliste vorgesehen sind. 

### Aktuelle Welterbekandidaten
Derzeit (2025) sind drei Stätten in der Tentativliste von Mosambik eingetragen, die letzte Eintragung erfolgte im März 2022. Die folgende Tabelle listet die Stätten in chronologischer Reihenfolge nach dem Jahr ihrer Aufnahme in die Tentativliste.
| Bild                 | Bezeichnung            | Jahr | Typ | Ref. | Beschreibung                                                                       |
| -------------------- | ---------------------- | ---- | --- | ---- | ---------------------------------------------------------------------------------- |
|                      | Manyikeni und Chibuene | 1997 | K   | 919  | Archäologische Fundstätten Manyikeni und Chibuene                                  |
| Quirimbas-Archipel   | Quirimbas-Archipel     | 2008 | K/N | 5380 | Der Quirimbas-Archipel besteht aus 30 kleinen Koralleninseln                       |
| Berglandschaft Vumba | Berglandschaft Vumba   | 2008 | N   | 5381 | Der mosambikanische Teil der Bvumba-Bergwelt, mit dem „heiligen Berg“ Chinhamapere |

### Ehemalige Welterbekandidaten
Diese Stätten standen früher auf der Tentativliste, wurden jedoch wieder zurückgezogen oder von der UNESCO abgelehnt. Stätten, die in anderen Einträgen auf der Tentativliste enthalten oder Bestandteile von Welterbestätten sind, werden hier nicht berücksichtigt.
| Bild                                       | Bezeichnung                                | Jahr      | Typ | Ref. | Beschreibung |
| ------------------------------------------ | ------------------------------------------ | --------- | --- | ---- | ------------ |
|                                            | Gorongosa-Region                           | 1990–1997 | ?   |      |              |
| Großes Inselberg-Archipel von Nordmosambik | Großes Inselberg-Archipel von Nordmosambik | 1990–1997 | N   |      |              |
|                                            | Riane-Felsmalereien                        | 1990–1997 | ?   |      |              |